# Droits de l'homme en Turquie
Pour un article plus général, voir Droit turc.

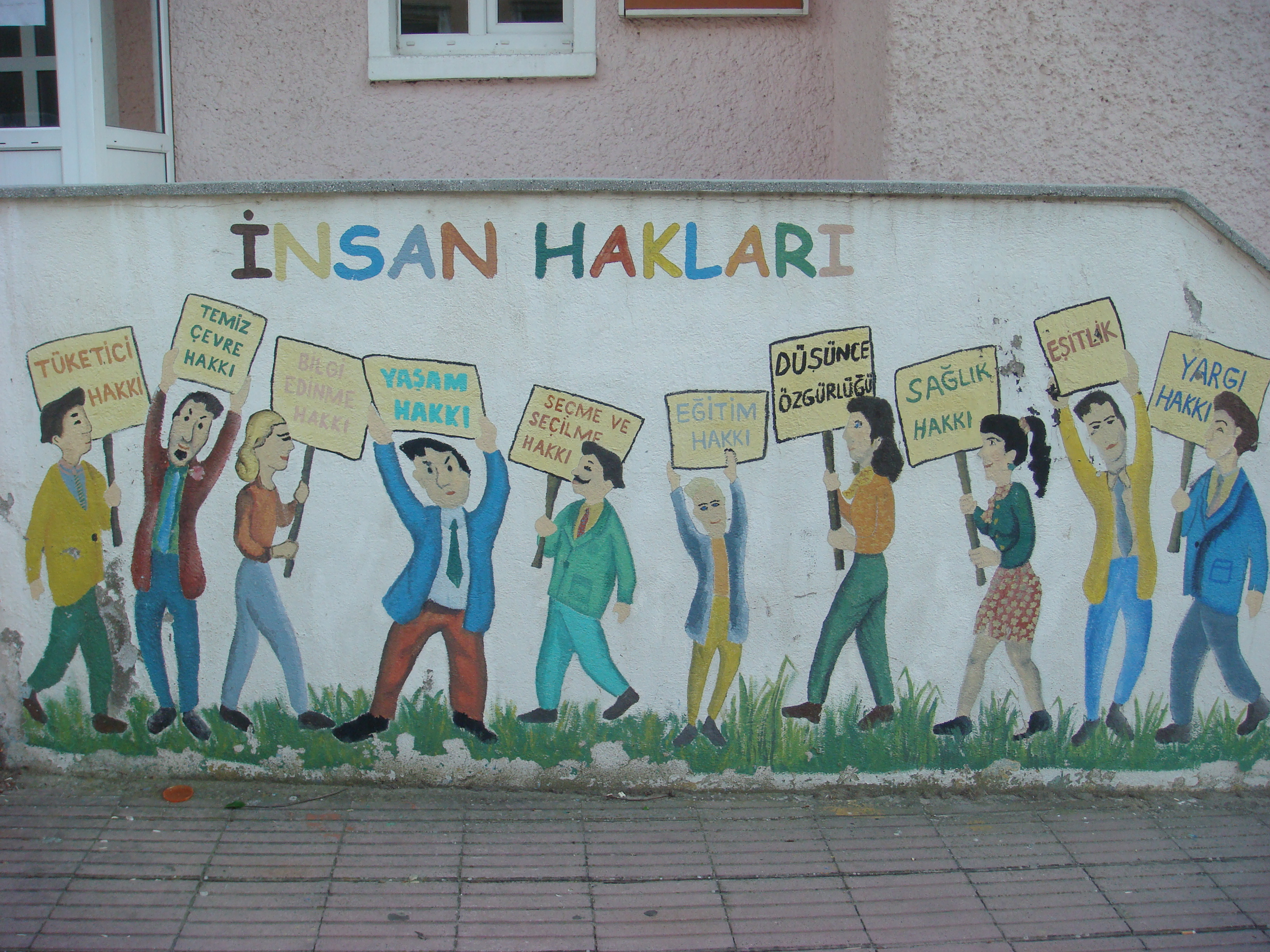
Une peinture murale décrivant les droits de l'homme en Turquie à l'extérieur du bâtiment de l'enseignement public de Bayramic

La Constitution de la Turquie, adoptée en 1982, garantit les droits de l'homme de base à tout citoyen turc. Néanmoins la situation des droits de l'homme en Turquie a focalisé l'attention de la communauté internationale, notamment depuis le coup d'État de 1980.
Après une période durant laquelle la Turquie fait de nombreux efforts dans le domaine des droits de l'homme dans le cadre des négociations d'adhésion à l'Union européenne, la situation du pays se détériore à partir de 2010 et en particulier après la tentative de coup d'État de 2016.
Les principaux problèmes existants sont les méthodes des services de sécurité, notamment dans le sud-est, la liberté d'expression et les violences privées faites aux femmes (qui ont obtenu l'égalité civile en 1926 et le droit de vote en 1934). En 2019, la Turquie est le leader mondial des emprisonnements de journalistes. Le pays a le taux d’incarcération le plus élevé d’Europe.

## Historique
La Turquie adhère au Conseil de l’Europe le 9 août 1949 et ratifie la Convention européenne des droits de l’homme en 1954.
La Turquie a fait beaucoup d'efforts pour entamer les négociations d'adhésion à l'Union européenne. Elle a signé la Convention européenne des droits de l'homme, puis, en septembre 2005, le Protocole facultatif se rapportant à la Convention contre la torture et autres peines ou traitements cruels, inhumains ou dégradants  de l'ONU. La peine de mort, inappliquée depuis 1983, a été supprimée pour les crimes de droit commun en 2001, pour tous les crimes en temps de paix l'année suivante, puis en toute circonstance en 2004. Le code pénal a été réformé en 1991, puis réécrit complètement en 2005. Dès 1997, la violence de la répression contre le Parti des travailleurs du Kurdistan a diminué. À partir de 2002, l'impunité contre les policiers et militaires coupables de torture a cessé, ce qui a été salué par Amnesty International. La Turquie dirigée par Recep Tayyip Erdogan est alors perçue comme un modèle de modernité alliant islam modéré et démocratie.
Le référendum de 2010 sonne le glas de l’image du « démocrate musulman » respectueux de la démocratie et de la laïcité. Le pouvoir, n’admettant plus aucune critique, s’en prend violemment aux médias. Le nombre de journalistes emprisonnés est sans précédent dans le pays. Ainsi, en 2012, la Turquie détient déjà le record du nombre de journalistes emprisonnés, avec 76 reporters sous les verrous.
En juin 2013, la Turquie est secouée par d’importants mouvements de protestations contre le gouvernement Erdogan. À l’origine, des militants écologiste protestent contre la destruction du parc Gezi situé sur la place Taksim, à Istanbul, au profit d’un important projet immobilier. Ces mouvements protestataires pacifiques sont violemment réprimés par la police, occasionnant plusieurs morts et plus d'un millier de blessés.
À la suite de la tentative de coup d'État de 2016, Erdogan lance une vaste opération de chasse aux opposants (présentée comme une guerre contre le terrorisme par le gouvernement) dans l’armée et la justice. Près de 6 000 militaires sont arrêtés, 104 putschistes tués et 2 745 juges sont démis de leurs fonctions. Les purges massives s’étendent ensuite aux secteurs des médias, de l’enseignement, de la police, aux associations et aux élus. Les états d'alerte se succèdent entre 2016 et 2018, menant à 160.000 arrestations et le renvoi de 152.000 fonctionnaires durant cette période.

## Avis d'organisations étrangères ou internationales

### Cour européenne des droits de l'homme
Condamnations émises par la Cour européenne des droits de l’homme (CEDH) :
- 2 août 2005, Tanış et autres c. Turquie : condamnation de la Turquie pour violation de l'article 3 de la Convention (tortures et mauvais traitements).
- 27 novembre 2008: Arrêt Salduz c. Turquie : condamnation de la Turquie pour violation de l'article 6 de la Convention (droit à un procès équitable), pour ne pas avoir accordé un avocat à un mineur, accusé de « terrorisme » (participation à une manifestation pro-PKK), lors d'une garde à vue[5],[6].

En avril 2021, la CEDH condamne sévèrement la Turquie pour la détention du journaliste et écrivain Ahmet Altan, poursuivi pour son implication présumée dans la tentative de coup d'État de 2016 en Turquie. Elle considère que rien ne démontre que les actions d'Ahmet Altan « se soient inscrites dans un plan destiné à renverser le gouvernement ». Dans un arrêt distinct, la CEDH condamne également l’État turc pour la détention de Murat Aksoy, un journaliste d’opposition placé en détention quelques semaines après la tentative de putsch. Selon elle, « il n’y avait pas de raisons plausibles de soupçonner M. Aksoy d’avoir commis une infraction pénale ».

### France
Le 1er avril 1997, la Commission nationale consultative des droits de l'homme émet un « avis sur la situation des droits de l'homme en Turquie ». Elle dénonce l'utilisation « quasi systématique » de la torture « notamment dans les commissariats de police et les sections anti-terroristes », l'« augmentation [...] des exécutions extra-judiciaires et de disparitions » dont font particulièrement l'objet des « Kurdes et des personnes qui s'opposent à la politique suivie envers la population kurde », les « menaces de harcèlement, de torture, voire de mort » dont « les défenseurs de droits de l'homme sont victimes », ainsi que de plusieurs dispositions relatives au régime judiciaire de la garde à vue et les conditions de travail des journalistes.

## Liberté d'expression
En 2017, Reporters sans frontières (RSF) estime le nombre de journalistes turcs en prison à plus de 160 et qualifie la Turquie de « plus grande prison pour journalistes du monde », la plaçant à la 155ème position sur 180 au classement de la liberté de la presse. La plupart sont alors en détention provisoire, leurs avocats n'ayant qu'un accès limité aux actes d’accusation.
En 2019, selon Human Rights Watch, environ 175 journalistes et travailleurs des médias sont en détention provisoire ou purgent des peines pour des infractions de terrorisme. Des journalistes éminents tels que Ahmet Altan, Mehmet Altan et Nazlı Ilıcak ont été condamnés l'année précédente à des peines de prison à perpétuité sans possibilité de libération conditionnelle. « Des milliers de personnes » font l'objet d'une enquête criminelle en lien avec leur activité sur les réseaux sociaux.
Le 3 juillet 2020, Taner Kiliç, président honoraire d'Amnesty International Turquie, est condamné à une peine de six ans et de trois mois, après avoir été reconnu coupable lors d'un procès très médiatisé d'être membre d'une organisation terroriste.
En avril 2022, Osman Kavala, un homme d'affaires, philanthrope turc, est condamné à l'emprisonnement à perpétuité après avoir été accusé de « tentative de renverser le gouvernement » au cours de la révolte du parc Gezi en 2013. Cette condamnation est confirmée le 27 décembre 2022. Pour Pierre Haski, cette condamnation est le « symbole d’une Turquie qui bafoue l’état de droit ». Selon lui, ce procès « inique  [...] s’assoit sur une décision de la Cour européenne des droits de l’homme et toutes les normes de droit. » En 2023, la cour européenne des droits de l'homme lui décerne le prix Václav Havel et réitère sa demande de libération.
Entre 2022 et 2023, le gouvernement turque a emprisonné 32 représentants de médias pro-kurdes. En octobre 2023, le journaliste de la chaîne Tele1 Merdan Yanardag est condamné à 2 ans et demi de prison pour avoir questionné la transparence du gouvernement dans la question du problème kurde.

## Prisons
La Turquie a le taux d’incarcération le plus élevé d’Europe avec 357 détenus pour 100 000 habitants. Elle se trouve devant la Russie, la Géorgie et l’Azerbaïdjan. Depuis le coup d’État manqué contre Recep Tayyip Erdoğan, en juillet 2016, la Turquie a connu d'importantes purges de fonctionnaires et des arrestations de journalistes, de militaires, d’hommes politiques, d’avocats des droits de l’homme et d’artistes. Le parc pénitentiaire est en pleine mutation, avec de nombreuses ouvertures et fermetures d'établissements chaque année. Il existe trois types de prisons : les prisons fermées, les prisons ouvertes et les prisons de haute sécurité. D’après des images satellite, au moins 131 prisons ont été construites de juillet 2016 à mars 2021. La population carcérale en Turquie est passée sur la même période de 180 000 à près de 300 000 personnes. Ceci, en dépit du fait que, depuis 2016, deux amnisties générales aient eu lieu occasionnant la libération de 190 000 prisonniers non-politiques, libérant autant de places dans les prisons.

## Violences faites aux femmes
La Turquie s’est retirée, en juillet 2021, de la Convention du Conseil de l'Europe sur la prévention et la lutte contre la violence à l'égard des femmes et la violence domestique, connue sous le nom de Convention d’Istanbul et que la Turquie avait signée en 2011.
Selon Human Rights Watch, la Turquie ne protège pas les victimes de violence domestique. Un rapport de l’ONG constate que « la non-application des ordonnances des tribunaux expose les femmes à des abus continus de la part de leurs maris et partenaires actuels ou anciens. »
En 2024, l'ONG Nous stopperons les féminicides a enregistré 343 féminicides dans le pays.

## Minorités sexuelles et de genre
L'homosexualité est décriminalisée en Turquie depuis 1858, et la majorité sexuelle la même pour hétérosexuels et homesexuels depuis 1958.
L'ONG Social Policies, Gender Identity, and Sexual Orientation Studies Association (SPoD) est la principale association représentant les intérêts des minorités sexuelles et de genre dans le pays (à peu près 40 associations dénombrées en 2015). Un projet de loi visant à faire avancer ces questions et débattu en 2013 par le gouvernement a cependant provoqué trop de remous pour être poursuivi. Il réside des problèmes d'homophobie persistents que les lois ne cadrent pas spécifiquement.
Une étude du Pew Research Center de 2014 a démontré que 78% des personnes turques interrogées affichaient des opinions homophobes. Plusieurs sites destinés aux communautés LGBTI ont été bloqués par les autorités du pays pour problèmes de moralité.
Une étude internationale conduite par Transgender Europe en 2014 sur les meurtres de personnes transgenres a placé la Turquie au premier rang de son classement avec 38 meurtres de personnes transgenres entre 2008 et 2013. 